# Elaeocarpus pachyophrys
Elaeocarpus pachyophrys là một loài thực vật có hoa trong họ Côm. Loài này được Warb. mô tả khoa học đầu tiên năm 1922.